# 顧太清
顧太清（1799年—1877年），西林覺羅氏，原名鄂春，後改姓顧，名春，字梅仙，又字子春，道號太清，晚號雲槎外史，常以太清春、太清西林春、雲槎外史自署，滿洲鑲藍旗人，清代女文人，也是當時與納蘭性德齊名的詞人。

## 身世與生平
顧太清是清初著名大學士文端公鄂爾泰之侄甘肅巡撫鄂昌之孫女，自幼父母雙亡。雍正、乾隆時期，鄂爾泰和張廷玉兩派互相傾鬥，祖父鄂昌受胡中藻詩獄的株連，被賜自盡，籍沒家產。
太清少女時期生活困苦，輾轉從故地京都流落江南，先後到過閩、粵，住過蘇、杭。因是「罪人之後」错过花期一直未能出嫁。后寄居其名义上的远房表侄贝勒奕繪府上（奕绘嫡祖母，即永琪嫡妻西林觉罗氏是鄂爾泰的孙女，早在太清出生前就已去世。）。奕繪（1799年─1838年，清嘉慶四年己未正月十六日─道光十八年戊戌七月七日），字子章，又號幻園居士、太素道人，為清高宗乾隆第五子榮純親王永琪之孫、榮恪郡王綿億之子。奕繪娶妻赫舍里氏，名蔼仙，号妙华夫人。太清、奕繪二人皆喜愛詩詞，時有唱和，产生私情，道光四年，奕绘纳二十六歲的太清为妾。為免擺脫「罪人之後」之背景，假称太清為榮府護衛顧文星之女，冒姓顧氏，贿赂宗人府管事，将太清记入。
因太清进门后，与奕繪恩爱无比。此后几年内，奕繪嫡次子载钦，嫡妻妙华夫人相继离世，妾室太清妨害嫡室之传言颇盛，妙华夫人去世后，所生的嫡长子载钧由奕繪之母抚养，对太清一房极为不满。此后太清独占恩宠，与奕繪情投意合，生活极其顺遂，因奕繪不曾续弦，遂以奕繪之妻自居，结交闺阁诗人，参加诗会。奕繪生前举债为自己和太清兴建豪华别墅及墓地，一直未曾还清，奕繪死后，载钧袭爵，暂停此工程，妾室太清指责嫡长子载钧不孝，太清连同其子女遂被载钧以及奕繪之母逐出府邸，赁屋而居，生活凄苦。
太清五十九岁时，载钧去世，无子，由太清之孙溥楣过继给载钧，降至爵位最低等袭爵，然又因事革爵，最后由另一孙子溥芸过继袭爵，迁至大佛寺附近居住。
享年七十九歲。

## 家庭
- 太高祖圖彥圖。
- 高祖鄂拜，步军统领。
- 曾祖鄂善。胞兄一等襄勤伯鄂爾泰，其子襄勤伯鄂容安（妻富察氏，鑲白旗滿洲、江南布政使博爾多之女，曾是雍正舊邸之人。同族有孝哲毅皇后祖母富察氏，即賽尚阿之妻。），鄂實（副都统，殉难于大小和卓之战，授骑都尉又一云骑尉世职；原配妻佟佳氏，鑲黃旗滿洲、理藩院尚書溫僖公補熙之女，曾祖一等公佟國綱；继妻高佳氏，镶黄旗满洲文定公高斌之女），勤肅公鄂弼（妻瓜爾佳，其父鑲黄旗滿洲、兵部尚書哈達哈，祖父三等信勇公傅爾丹），鄂寧（云贵总督，妻烏雅氏，正黃旗滿洲、礼部尚书海望之女），鄂忻，鄂謨。
- 祖父鄂昌，雍正甲辰科举人，甘肃巡抚，被劾夺官。
- 父鄂碩（字實峰）。胞姊西林覺羅氏，嫁覺羅奇納（先祖索長阿，(追)興祖直皇帝福滿第三子）。
- 母鑲白旗富察氏，祖上曾為雍邸舊人，重臣鄂爾泰子鄂容安妻富察氏族後裔。顧太清母家族兄有將軍富察秀林、觀成，亦有重臣賽尚阿之妻富察氏。觀成乾隆年間曾先後隨富察明瑞、傅恒、費莫溫福征烏什、緬甸、金川，住香山健銳營。觀成子貴慶晚年隱居顧太清出生在香山健銳營附近的八大處。顧太清曾和夫奕繪、好友在道光年間遊八大處的龍泉庵、秘摩崖並作詩詞。
- 养父榮王府護衛顧文星。
- 夫多羅貝勒奕繪（妾室）（父榮恪郡王綿億）。奕繪之嫡福晋赫舍里氏靄仙（父副都统福勒洪阿），

### 儿女
- 第一女 郡君，本名不詳，字「孟文」[3]，据载为道光五年生人，奕繪兒女排行第二，然太清道光四年成为奕绘妾，孟文生年与其母婚期及弟妹生年冲突，排行第四的同母妹仲文与排行第五的同母弟載釗皆生于道光五年。孟文疑为太清婚前与奕绘私通所生的奸生女。嫁超勇親王車登巴咱爾，道光二十七年去世，无子女。
- 第二女，本名不詳，字「仲文」，嫁一等子博昌。排行第三。与姐孟文同，生年存疑，疑为太清婚前与奕绘私通所生奸生女，或婚前懷上，但婚後生下。嫁一等子博昌，无子女。
- 第一子 載釗，道光五年生，排行第五，娶博爾濟吉特·秀塘[4]。
- 第三女 載通，字「叔文」[4]，排行第六。嫁正白旗满洲、承恩公喜塔臘氏崇端为继室（养父智林，祖父孟住，曾祖三等承恩公和爾經額，祖伯父盛住（其曾孙光绪二年（1876年）恩科进士裕德），姑祖母喜塔臘氏封嘉庆帝之孝淑睿皇后）。
- 第四女 載道，字「以文」[4]。排行第七。嫁孝賢純皇后伯父马齐庶子傅良的庶出后裔二等敦惠伯富察承忠为三继室。子富察敦崇。
- 第二子 載初，排行第八，同治元年因事革退。无子女。
- 第三子 載同，字「同之」[4]，道光十四年正月初五日生，十二月廿二日痘殤。排行第九。

### 兄妹
- 兄 鄂少峰
- 妹，名「旭」，字「霞仙」[5]，嫁香山健銳營翼長。住北京西山。

## 友人
- 項屏山（顧太清母鑲白旗富察氏同族尚書貴慶門生許乃濟之弟許乃普的繼妻，顧太清為許乃普母許太夫人之義女，尊許乃普（即許滇生）為六兄。《許乃濟丙申日記》稱富察貴慶為雲西師，雲西乃貴慶字號，許乃濟為其嘉慶十四年取士。清史列傳記許乃普為工部尚書時，”尋因濫保前任寶源局監督瑞琇京察一等降二級“，瑞琇即貴慶之子）。
- 石珊枝（一說為許乃普兒媳，即許滇生尚書之子許金橋妻；一說為堂兄弟許乃嘉妻。石珊枝乃狀元独学老人石韫玉之女）。
- 余季瑛（許乃普堂兄弟許乃安妻，石珊枝娰）。
- 張佩吉 （顧太清義兄許乃普之甥）。
- 吳藻 （知名女詞人，著有《香南雪北詞》、雜劇《喬影》，許乃濟友人，與顧太清以書信往來）。
- 富察華篤（误写富察華萼，字号蕊仙人，故亦称呼富察蕊仙、棣樓，顧太清母親族兄將軍富察秀林之女，著有《矢音集》（遗失）,单士厘《清秀藝文略》有著錄。兄弟有富察華誠、華瑞、華玉等）。
- 沈善寶（亦沈湘佩，顧太清母家富察貴慶的門生完顏麟慶次女佛蕓保之師，佛蕓保亦完顏華香，宗室延煦室，沈善寶與鑲紅旗訥音富察太夫人交好。《名媛詩話》:“隨李太夫人（李湘棻之母）往謁當朝尚書文慶母費莫門富察太夫人，獲富察太夫人拂拭獎許”，其夫費莫氏寧怡，為溫福之孫，子尚書文慶，女嫁宗室奕紀乃富察貴慶好友。顧太清母族兄富察觀成，貴慶父，為鑲白旗訥音富察氏，曾隨費莫氏將軍溫福出征）。
- 李紉蘭（錢儀吉兒媳、錢子萬妻）。
- 楝鄂武莊（鐵保之女，侄葆聯妻鄭佳氏，即禮部尚書富察貴慶女婿寶源局監督奎麟的胞妹。楝鄂武莊乃輔國公宗室祥林繼妻，祥林號竹軒，父奉恩輔國公晉昌,楝鄂武莊父鐵保的愛徒秀堃，即為顧太清表兄富察貴慶密友）。
- 楝鄂少如（顧太清兒媳秀塘之嫡母）。
- 許雲林（兵部主事許宗彥和梁德绳長女，梁德繩乃侍郎梁敦書女，其夫許宗彥為富察貴慶同科進士）。
- 陸綉卿（侍郎潘曾瑩妻，富察貴慶好友大學士潘世恩子媳）。
- 汪佩之（為內閣侍讀潘曾紱之妻，和陸綉卿互為妯娌，子潘祖蔭）。
- 雲林妹許雲姜（揚州阮元兒媳、阮福妻）。
- 汪允庄（亦汪端，許雲林表姊汪允莊為陳雲伯子婦，母梁應鋗為宰相梁詩正之孫女，侍郎梁敦書侄女）。
- 陈素安（陳鴻寶妹，荆州道沈世焘继妻）。
- 錢伯芳、宗室載銓（載銓和其父奕紹同顾太清母家富察貴慶共事交好）、龔自珍等。

## 藝術特徵
太清多以詩言事，以詞言情，其作品有三大主要特徵：
- 文筆與意義上，講求語言通俗易懂，文筆簡潔流輰，用典不多；沒有咬文嚼字，但字裏行間流露深邃的含義，感人肺腑，功力非凡。
- 神緒與境界上，在形與神、景與情、事與理等範疇由淺入深，由表及裏，由近及遠，由小見大，達至渾然一體之境界。
- 結構與靈氣方面，不拘泥於一字一句的尖巧，但講求通篇的結構與靈氣，要一波三折、一氣呵成，渾然一體。

## 學術成就
太清、太素，善詩詞，工書畫，才貌雙全，尤好吟詠。夫妾間酬唱的作品，感情之深，數量之盛，更為中國文學史上所罕見。
太清享負盛名，世有「滿族詞人，男中成容若（納蘭性德），女中太清春」之說。太清自一二十歲作詩，歷經嘉慶、道光、咸豐、同治、光緒五朝，處於清代由盛轉衰之際；同時，她充分體現過滿族官宦人家的奢華、人間的艱酸、婚姻的美滿以至後期的孤寡。因此，其豐富的詩詞創作，反映人生際遇、社會狀況，以及個人的思想情懷，並紀錄了滿族家庭的盛衰變遷，其六十年創作生涯取得莫大的成就。
著有《天遊閣集》、《東海漁歌》、《紅樓夢影》等詩詞、小說流傳於世。

## 相关影视
- 2006年 《大清后宫》 胡静饰西林春

## 外部連結
- 劉素芬，〈文化與家族--顧太清及其家庭生活〉 （页面存档备份，存于）